# Wild Honey (canción de U2)
"Wild Honey" es una canción de la banda de rock U2. Es la séptima pista de su álbum del 2000, All That You Can't Leave Behind. La canción se tocó once veces durante el Elevation Tour.

## Escritura y grabación
"Wild Honey" dura 3:47 y se toca en tiempo común a un ritmo de 125 beats por minuto.
Según el guitarrista The Edge, "Wild Honey" generó ciertas complicaciones en el álbum, especialmente en cuanto a su colocación en el orden de ejecución. El guitarrista comparó la canción con "Ob-La-Di, Ob-La-Da" de The Beatles. Hubo mucho debate sobre si "Wild Honey" debería incluirse o no en All That You Can't Leave Behind, porque la diversión y la frivolidad de la canción no era algo por lo que U2 se destacara. Pero al productor Brian Eno le encantó y pensó que era como una canción de Van Morrison, sumado al hecho de que el cantante Bono la quería en el álbum. Brian Hiatt de MTV consideró que la voz de Bono en la pista era "ronca, arenosa y conmovedora".
"Es uno de los momentos más extraños en el disco... Nunca fue un engaño", dijo el productor Daniel Lanois.
"Wild Honey" no era el tipo de canción que disfrutaba el baterista Larry Mullen Jr. El mismo sostuvo que "no era una de mis favoritas".
La canción aparece en la película de 2001, Vanilla Sky.